# Rádio Trofa
Rádio Trofa é uma emissora regional de rádio da cidade da Trofa, associada ao "Jornal da Trofa", iniciou as suas as suas emissões regulares a 2 de Setembro de 1989 na frequência de 87.6 MHz (FM), estando actualmente a emitir na frequência de 107.8 MHz.
O seu raio de acção estende-se a cerca de 50 km do seu posto emissor actualmente localizado no monte de Paradela.
No ano de 2004, a qualidade do trabalho efectuado foi publicamente reconhecida através da atribuição do louvor de mérito jornalístico pelo então secretário de Estado da Presidência Feliciano Barreiras Duarte, durante as comemorações dos 15 anos da rádio.
Em 2007, a Rádio Trofa foi adquirida por Acácio Marinho, proprietário de rádios como Sete FM (100.8 MHz - FM, Maia) e Voz de Santo Tirso (98.4 MHz - FM, Santo Tirso), tendo a aquisição sido aprovada pela Entidade Reguladora da Comunicação em 19 de Setembro de 2007.